# Mezraoua
Mezraoua  (in arabo مزراوة‎?) è un centro abitato e comune rurale del Marocco situato nella provincia di Taounate, regione di Fès-Meknès. Conta una popolazione di 8 317 abitanti (censimento 2014).